# New York Giants
New York Giants é um time de futebol americano profissional localizado na área metropolitana de Nova Iorque. Os Giants competem na National Football League (NFL) como uma franquia membro da Conferência Nacional (NFC) da Divisão Leste. 
A equipe é anfitriã de jogos no MetLife Stadium, estádio que é compartilhado com a outra equipe da cidade, os New York Jets. O centro de treinamento da equipe está localizado no Meadowlands Sports Complex.
Os Giants foram uma das cinco equipes que aderiram à NFL em 1925 e é o único do grupo que ainda existe. A equipe ocupa o terceiro lugar entre todas as franquias da NFL com oito títulos: quatro na era pré-Super Bowl (1927, 1934, 1938, 1956) e quatro títulos do Super Bowl (XXI em 1986, XXV em 1990, XLII em 2007 e XLVI em 2011). Os Giants mantem o recorde mais apararições na final com dezenove aparições no total. O número de títulos é superado apenas pelo Green Bay Packers (13) e Chicago Bears (9).
Durante sua história, os Giants colocaram 15 jogadores no Hall da Fama da NFL, incluindo jogadores vencedores do prêmio de MVP: Mel Hein, Frank Gifford, Charlie Conerly, YA Tittle, e Lawrence Taylor.
Para distinguir-se da equipe de beisebol com o mesmo nome - San Francisco Giants, o time de futebol americano foi incorporado como o "New York National League Football Company, Inc." em 1929 e alterado para "New York Football Giants, Inc." em 1937. Embora a equipe de beisebol tenha se mudado para San Francisco após a temporada de 1957, a equipe ainda utiliza o "New York Football Giants, Inc." como nome oficial, os fãs se referem ao time como "New York Football Giants". A equipe também ganhou vários apelidos, incluindo "Big Blue", "G-Men", e os "Jints". Além disso, a equipe no geral, por vezes é referida como "Big Blue Wrecking Crew", embora este apelido tenha como objetivo se referir à defesa do time durante os anos 80 e início dos anos 90.
Em 2023, os Giants foram avaliados em US$ 6,8 bilhões de dólares, sendo a quarta franquia mais valiosa da NFL.

## História

### 1925–1932
Os Giants jogaram seu primeiro jogo da sua história contra o All New Britain em New Britain, Connecticut, em 4 de Outubro de 1925. O time derrotou o New Britain 26-0 na frente de uma multidão de 10.000 pessoas. Eles foram bem sucedida em sua primeira temporada, terminando com um recorde de 8-4.

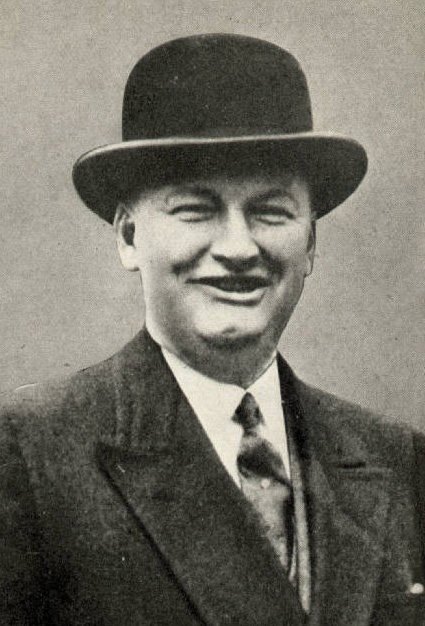
Tim Mara, fundador dos New York Giants, em 1930.

Em sua terceira temporada, a equipe terminou com o melhor recorde na liga, 11-1-1 e foi premiado com o título da NFL em 1927, o primeiro de sua longa história. Depois de uma decepcionante quarta temporada em 1928, com um recorde de 4-7-2 - sexto pior da liga, o proprietário dos New York Giants, Mara comprou todo o elenco do Detroit Wolverines, com o objetivo principal de adquirir o quarterback Benny Friedman, que era a estrela do time. Após comprar, ele juntou as duas equipes sob o nome do Giants.
Em 1930, ainda havia muitos que questionavam a qualidade do jogo profissional, alegando que os "amadores" universitários jogavam com mais intensidade do que os profissionais. Em dezembro de 1930, os Giants jogaram contra uma das melhores equipes de futebol americano universitário da época, Norte Dame All Stars. 
Eles se enfrentaram no Polo Grounds, primeiro estádio dos New York Giants. O principal objetivo da partida era arrecadar dinheiro para os desempregados de Nova Iorque, após a grande depressão de 1929, essa também foi uma oportunidade para estabelecer a habilidade e o prestígio do jogo profissional.
Knute Rockne, técnico do Notre Dame, e um dos mais conhecidos da história do futebol universitário, reuniu alguns jogadores conhecidos como os "Four Horsemen" junto com as estrelas do seu elenco da final do campeonato universitário de 1924 e disse-os para marcar pontos cedo e em seguida, defender. Rockne, como a maior parte do público, não tinha muita confiança do futebol americano profissional e por isso, esperava uma vitória fácil. Mas desde o início, a partida não foi muito disputada, com Benny Friedman correndo para dois touchdowns e Hap Moran marcando outro depois de um passe, os Giants ganharam o jogo e Notre Dame não conseguiu marcar nenhum ponto sequer. Quando tudo terminou, o treinador Rockne disse à sua equipe: "Esta foi a maior máquina de futebol que já vi, e estou contente que nenhum de vocês se machucou.". O jogo arrecadou 100.000 dólares para os sem-teto de Nova Iorque e muitas vezes é creditado como o estabelecimento da legitimidade do jogo profissional para aqueles que eram críticos. Esse foi o último jogo que o lendário Rockne participou; ele foi morto em um acidente de avião em 31 de março de 1931.

### 1933–1946

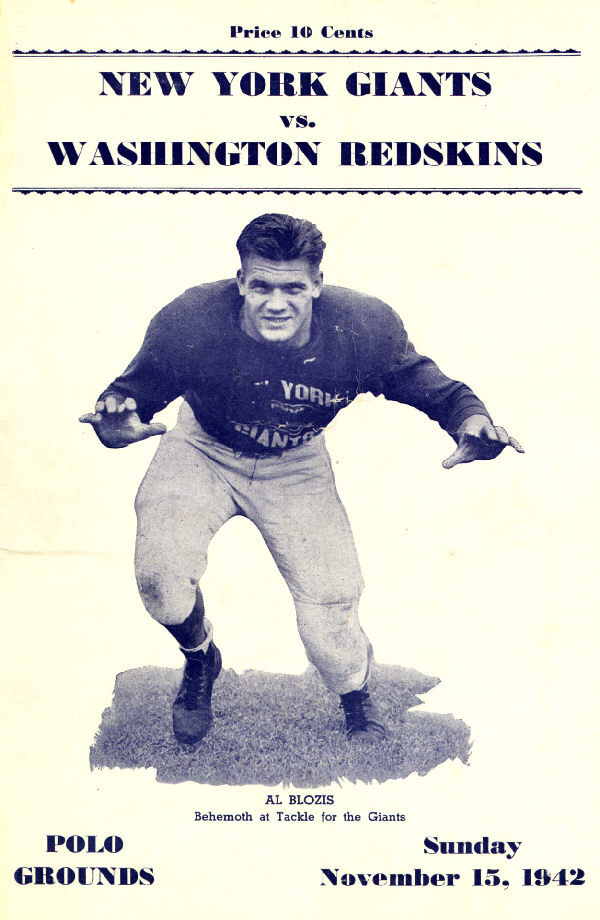
Al Blozis, importante tackle dos Giants, morreu na Segunda Guerra Mundial. De acordo com Mel Hein: "Se ele não tivesse sido morto, poderia ter sido o melhor tackle que já jogou futebol americano."

Em um período de 14 anos, de 1933 a 1947, os Giants se classificaram para jogar na final da NFL por 8 vezes e vencendo duas vezes. Durante este período, eles foram liderados pelo treinador Hall da Fama, Steve Owen, e jogadores também do Hall da Fama como: Mel Hein, Red Badgro e Tuffy Leemans. O período se caracterizou também pela equipe defensiva de 1944 dos Giants, que são classificados como a melhor na história da NFL. A equipe cedeu apenas 7,5 pontos por jogo (um recorde que ainda está imbatível) além de vencer cinco de seus 10 adversários sem sofrer pontos, o único ponto negativo da temporada para o time, foi a derrota por 14-7 para o Green Bay Packers na Final da NFL de 1944 no Polo Grounds, com um total aproximado de 46.015 pessoas acompanhando à partida.
Outra partida importante desde período foi o famoso "Sneakers Game" onde os Giants derrotaram o Chicago Bears em um campo de gelo na Final da NFL de 1934, os jogadores na partida, ao invés de usarem chuteiras, utilizaram tênis para melhorar o atrito com o chão.
Em 1943, houve uma partida entre New York Giants e Detroit Lions que terminou empatada sem nenhuma pontuação em 7 de novembro, nenhum jogo da NFL até então havia terminado em um empate sem pontos.
Os Giants foram particularmente bem sucedidos a partir da segunda metade da década de 1930 até a entrada dos Estados Unidos na Segunda Guerra Mundial, eles venceram sua terceira Final da NFL em 1938 com uma vitória por 23-17 sobre o Green Bay Packers.

### Quatro NFL Championship e "The Greatest Game Ever Played" (1947–1963)
Os New York Giants não ganhou nenhum título da liga até vencerem em 1956. Composto por um número de jogadores que futuramente fariam parte do Hall da Fama como: o running back Frank Gifford, o linebacker Sam Huff, o tackle ofensivo Roosevelt Brown e o running back Alex Webster. A equipe de campeões do Giants de 1956 não só incluiu jogadores que acabariam por encontrar o caminho para o Hall of Fame, mas também um corpo de treinadores do Hall of Fame. A equipe do treinador Jim Lee Howell era composta de Vince Lombardi treinando o ataque e Tom Landry treinando a defesa.
De 1958 a 1963, o Giants jogaram cinco vezes a Final da NFL, mas não conseguiram vencer nenhuma vez. Contudo, a partida do Giants contra o Baltimore Colts na Final da NFL de 1958, é considerado um evento divisor de águas na história da NFL. Os Giants perderam nos extraordinários minutos finais por 23-17, a partida, é chamada de "The Greatest Game Ever Played" (O maior jogo já jogado) e é considerado um dos eventos mais importantes na promoção da popularidade da NFL. No ano seguinte, eles perderiam dolorosamente a Final da NFL para os Colts novamente, até o último quarto os Giants lideravam a partida por 9-3 mas a partida terminou 31-16 para o Baltimore Colts. Já em 1963, liderado pelo Quarterback Y.A. Tittle - vencedor do prêmio de MVP - que teve um registro de 36 passes para touchdown na temporada, fez com o que o time avançasse para a Final da NFL onde perderiam para o Chicago Bears por 14-10.

### Seca de pós-temporada e o ressurgimento (1964–1982)
De 1964 a 1978, os Giants registraram apenas duas temporadas com recordes positivos (9-5 em 1970 e 8-6 em 1972) e não obtiveram nenhuma aparição em playoffs durante esse período. Com jogadores como Y.A. Tittle e Frank Gifford aproximando-se do fim de sua carreiras com uma idade de quase 30 anos, a equipe passou por muitas dificuldades e terminou a temporada de 1964 com um recorde terrível de 2-10-2. Um ano depois, o time conseguiria se recuperar conquistando um recorde neutro de 7-7 em 1965. Em 1966, eles registraram o pior recorde da história da franquia - até 2016 - de 1-12-1 e permitindo mais de 500 pontos.
Durante a pré-temporada de 1969, os Giants perderam sua primeira partida para o seu rival, New York Jets por 37-14, na frente de 70.874 torcedores no Yale Bowl em New Haven, Connecticut. Após a partida, Wellington Mara demitiu o treinador Allie Sherman, e substituiu-o pelo ex-fullback dos Giants, Alex Webster.
Em 1967, a equipe adquiriu o quarterback Fran Tarkenton do Minnesota Vikings, apesar de ter várias temporadas boas com ele na posição de quarterback, incluindo um recorde de 7-7 em 1967 e 9-5 em 1970, os Giants trocou-o de volta para os Vikings depois de terminar a temporada de 1971 com um recorde de 4-10. Tarkenton ao retornar ao Vikings iria guia-los à três Super Bowls além de conseguir um lugar no Hall da fama da NFL. Enquanto isso, em Nova Iorque, os Giants sofreram um dos piores períodos de sua história vencendo apenas 23 partidas em seis anos, de 1973 a 1979.
Antes da temporada de 1976, os Giants tentaram reviver seu ataque, até então, fraco, substituindo o running back, Ron Johnson, que se aposentaria naquela temporada, pelo futuro membro do Hall da Fama, Larry Csonka, entretanto, ele foi muitas vezes ferido e ineficaz durante seus três anos em Nova Iorque. A temporada de 1977 se caracterizou por uma lista de jogadores que incluiria então, três quarterbacks calouros.

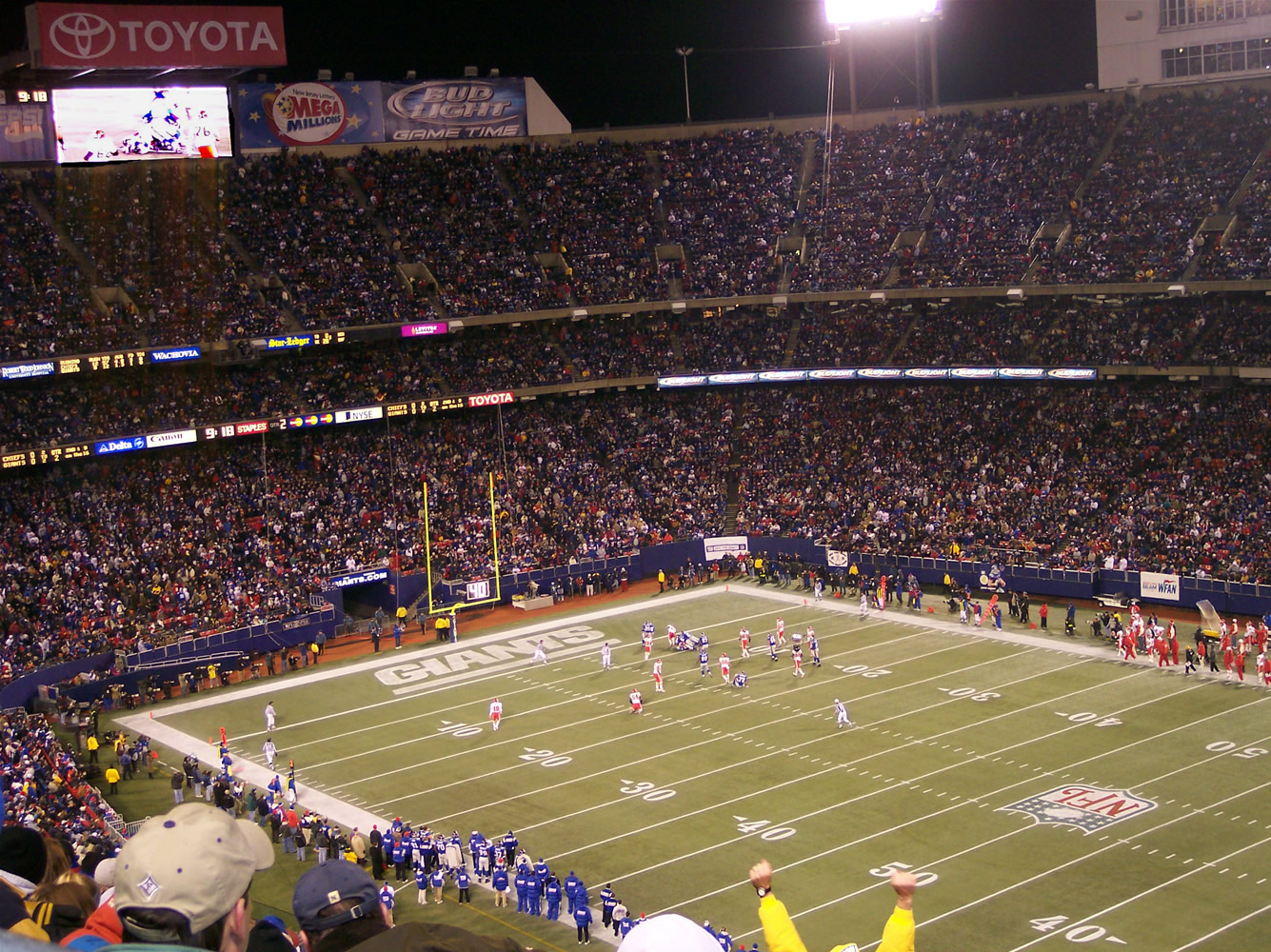
O Giants Stadium foi a casa do Giants no período de 1976 até 2009.

Os Giants foram autorizados a mandar seus jogos no Yale Bowl em New Haven, Connecticut entre 1973 e 1974, e no Shea Stadium (casa dos Mets e Jets) em 1975, devido à renovação do Yankee Stadium. Eles finalmente se mudaram para o seu estádio próprio em 1976, quando se mudaram para o Giants Stadium no Meadowlands em East Rutherford, Nova Jérsia. Um dos pontos baixos deste período foi o jogo conhecido como o "Miracle at the Meadowlands" (Milagre de Meadowlands), ocorrido em 1978, tentando gastar relógio e garantir a vitória contra o Philadelphia Eagles, o coordenador ofensivo Bob Gibson, escolheu chamar uma corrida e isto resultou em um fumble que, mais tarde ficaria conhecido como "The Fumble" que garantiu a vitória dos Eagles.
Durante este período, os Giants vivenciaram certos episódios em que o controle dos New York Giants ficaram em uma longa disputa entre Wellington Mara e seu sobrinho, Timothy J. Mara. Jack Mara havia morrido em 1965, deixando sua parte do clube para seu filho, Tim. Entretanto, os estilos pessoais e visões de Wellington e Tim entraram em choque e eventualmente eles pararam de se falar, visando reduzir o atrito entre os dois, o comissário da NFL da época, Pete Rozelle, interveio e nomeou um gerente geral neutro: George Young, permitindo assim, que o clube funcionasse mais harmoniosamente. A disputa tornou-se discutível em 20 de fevereiro de 1991, quando Tim Mara vendeu suas ações do clube para Preston Robert Tisch.
Em 1979, o Giants começaram os passos que, com o tempo, os devolveriam ao auge da NFL. Estes incluíram a escolha no draft do quarterback Phil Simms em 1979, e o linebacker Lawrence Taylor em 1981. Em 1981, Taylor venceu o Novato Defensivo do Ano e o Jogador Defensivo do Ano, e os Giants voltaram aos playoffs pela primeira vez desde 1963. Um dos poucos pontos brilhantes durante este tempo eram os linebackers excelentes da equipe, conhecidos como "Crunch Bunch" (Grupo da trituração). Após a temporada de 1982, em que a equipe terminou com um recorde de 4-5, o treinador Ray Perkins renunciou para assumir a posição de treinador, na Universidade do Alabama. Em uma mudança que se revelaria crucial nos próximos anos, ele foi substituído pelo coordenador defensivo da equipe, Bill Parcells.

### Era Bill Parcells (1983-1990)
Em 1983, Bill Parcells foi promovido a treinador. Uma de suas primeiras ações foi mudar seu quarterback titular, Phil Simms (que perdeu toda a temporada de 1982 devido a uma lesão) e em vez de ir com Scott Brunner - QB reserva - que, quando teve oportunidade de ser titular no lugar de Simms, guiou a equipe para um recorde de 4-5 na temporada anterior - encurtada devido a greve de 1982. Parcells decidiu então, ir tão longe que chegou a rebaixar Simms para o terceiro reserva de QB, promovendo Jeff Rutledge para ser reserva de Brunner. Parcells mais tarde, afirmou que o movimento era um erro e que "quase pagou caro" porque a equipe terminou com um registro de 3-12-1 e sua segurança do trabalho foi posta em questão.
Antes da temporada de 1984, os Giants dispensaram Scott Brunner e deram a posição de titular para Simms novamente. Isto valeu, afinal, a equipe venceu nove jogos e retornou aos playoffs, Depois de vencer o Los Angeles Rams na rodada de Wild Card por 16-12, os Giants viajaram para San Francisco, onde enfrentariam os 49ers, e perderam para 21-10.
Em 1985, os Giants conseguiram se classificar para os playoffs com um recorde de 10-6. Na pós temporada, a equipe pode se vingar, em casa da derrota na temporada anterior contra o San Francisco 49ers ao vencê-los por 17-3 na rodada de Wild Card. No entanto, eles perderiam novamente na rodada divisional, desta vez para o Chicago Bears, por 21-0. Entretanto, a próxima temporada traria muitas felicidades para os torcedores dos New York Giants.

#### Primeiro título de Super Bowl (Temporada 1986-87)
Depois de um recorde de 9-7 e 10-6 nas temporadas de 1984 e 1985,  os Giants conquistaram um recorde de 14-2, em 1986. Liderados, principalmente pelo futuro MVP da liga e Jogador Defensivo do Ano, Lawrence Taylor, e a famosa defesa conhecida por "Big Blue Wrecking Crew" - apelido que se expandiu da defesa para o time. Até 2016, a temporada de 1986 possuia o melhor recorde da temporada regular da história da franquia dos New York Giants, desde que a NFL começou a ter 16 partidas em 1978. Depois de conquistar a primeira colocação da NFC, os Giants derrotaram os 49ers por 49-3 na rodada divisional e o Washington Football Team por 17-0 na partida de final da conferência, avançando ao primeiro Super Bowl da história da franquia, o Super Bowl XXI, onde enfrentariam o Denver Broncos no Rose Bowl em Pasadena, na Califórnia, no dia 25 de Janeiro de 1987. Conduzidos pelo MVP, Phill Simms, que completou 22 passes e teve um recorde de porcentagem de passes completados no Super Bowl com 88%, os Giants derrotaram os Broncos por 39-20. Conquistando, então seu primeiro título desde 1956. Além de Phil Simms e Lawrence Taylor, a equipe foi liderada durante este período pelo treinador Bill Parcells, o tight end Mark Bavaro, o running back Joe Morris e o linebacker membro do Hall da Fama, Harry Carson.

#### Segundo título de Super Bowl (Temporada 1990-1991)
Em 1990, os Giants conseguiram um recorde de 13-3 e, além disso, na época conquistaram um recorde da NFL para o menos turnorvers em uma temporada(14). Eles derrotaram o San Francisco 49ers por 15-13, os 49ers estavam tentando ir para o Super Bowl pela terceira vez consecutiva - seria a única equipe a conseguir isso na história da liga. Os New York Giants derrotaram o Buffalo Bills por 20-19 no Super Bowl XXV.

### Era pós-Parcells (1991-1996)
Após a temporada de 1990, Parcells demitiu-se como treinador e foi substituído pelo treinador da linha ofensiva, Ray Handley. Ele foi treinador por duas temporadas decepcionantes (1991 e 1992), ele teve recordes de 8-8 em 1991 e 6-10 em 1992. Handley, devido a esses resultados foi demitido após a temporada de 1992 e substituído pelo treinador do Denver Broncos, Dan Reeves.
No início da década de 1990, Simms e Taylor, duas estrelas da década anterior vencedores de Super Bowls, começaram a apresentar declínio em seus rendimentos e em 1993 apesar de os New York Giants terem uma boa temporada com seu recém-contratado treinador, a temporada foi a última dos dois, que se aposentaram após o fim da temporada.
Após a aposentadoria deles, os Giants lutaram bastante, tendo uma boa temporada em 1994 terminando com um recorde de 9-7, que não garantiu vaga ao time nos playoffs, durante a temporada o quarterback Dave Brown recebeu críticas pesadas.
Nas duas temporadas seguintes Dave e a equipe não convenceram, terminando 1995 com um recorde de 5-11 e 6-10 em 1996. Após as temporadas, Reeves foi demitido.

### Era Jim Fassel (1997-2003)
Em 1997 os Giants nomearam Jim Fassel, que havia passado a temporada anterior como o coordenador ofensivo do Arizona Cardinals, como seu treinador principal. Assim que chegou, ele nomeou Danny Kanell como o quarterback titular da equipe. Os Giants terminaram a temporada com um recorde de 10-5-1 e se classificaram para os playoffs pela primeira vez em quatro anos. No entanto, perderiam no Wild Card para o Minnesota Vikings.
No ano seguinte os Giants começaram a temporada vencendo quatro de suas oito primeira partidas, no entanto, a equipe só conseguiu vencer novamente nas quatro últimas partidas e terminou com um recorde de 8-8. Um dos jogos notórios daquela temporada foi uma vitória sobre o eventual campeão do Super Bowl, Denver Broncos, na semana 15, dando aos Broncos sua primeira derrota da temporada após começar 13-0.
Antes da temporada de 1999 os Giants assinaram com o ex-quarterback do Carolina Panthers, Kerry Collins. Em 1995, ele havia sido a primeira escolha no draft de Carolina, e conseguiu leva-los, no seu segundo ano como jogador, a uma final de conferência, em 1996. No entanto, problemas com álcool, conflitos com seus companheiros de equipe e perguntas sobre seu caráter levaram a sua liberação do Panthers. Na temporada de 1999, os New York Giants terminou com um recorde de 7-9, esse foi o primeiro ano de Fassel como treinador que terminou com um recorde negativo desde sua contratação em 1997.

#### Título da NFC (Temporada 2000-2001)
Em 2000 os New York Giants estava confiante sobre sua vaga nos playoffs após três temporadas, iniciando-a com um recorde de 7-2, no entanto, essa confiança começou a se esvair após duas derrotas em casa, para St.Louis Rams e Detroit Lions, transformando o recorde, então, para 7-4. Em uma conferência de imprensa após a derrota do Giants para Detroit, Fassel fez a seguinte afirmação "esta equipe vai para os playoffs". Após a fala do treinador, a equipe respondeu vencendo as últimas quatro partidas e terminando a temporada com um recorde de 12-4, além de conquistar a primeira colocação na NFC.
Assim que começou os playoffs, o time enfrentou o Philadelphia Eagles, vencendo-os por 20-10 em casa, qualificando-se para a final da NFC, em que derrotou o Minnesota Vikings por 41-0. Avançando para o Super Bowl XXXV, onde enfrentariam o Baltimore Ravens. Os Ravens dominaram os dois últimos quartos e venceram a partida por 34-7, naquela partida, Collins acertou apenas 15 de seus 39 passes, com um total de 112 jardas e 4 interceptações.

### Era Tom Coughlin/Eli Manning (2004-2015)
Em 2004, três anos após sua última participação no Super Bowl, Fassel foi substituído por Tom Coughlin. Embora Collins tivesse várias temporadas sólidas como quarterback dos Giants, ele também passou por certas dificuldades enquanto jogava na posição. Sabendo disto, os Giants decidiram fazer uma troca com o San Diego Chargers, pelo quarterback que eles haviam escolhido no draft de 2004, Eli Manning, da Universidade de Mississippi, pelo quarterback que havia sido selecionado por eles, Phillip Rivers.
Manning tornou-se o quarterback titular da equipe no meio da temporada de 2004, assumindo o cargo de Kurt Warner. Durante o período de três anos, de 2004 a 2006, Tom Coughlin e os New York Giants conquistaram um recorde de 25-23 na temporada regular, e teve duas aparições na rodada de Wild Card - ambas com derrotas (para o Carolina Panthers em 2005 e para o Philadelphia Eagles em 2006). Isso gerou intenso escrutínio da mídia sobre a direção da equipe. Durante este período alguns jogadores de destaque foram o defensive end, Michael Strahan, que passou a possuir o recorde individual da NFL em 2001 de maior número de sacks em uma temporada, além dele, o running back Tiki Barber, também passou a possuir um recorde individual de maior jardas corridas em uma temporada, em 2005, um ano antes de sua aposentadoria em 2006.

#### Terceiro título de Super Bowl (Temporada 2007-2008)

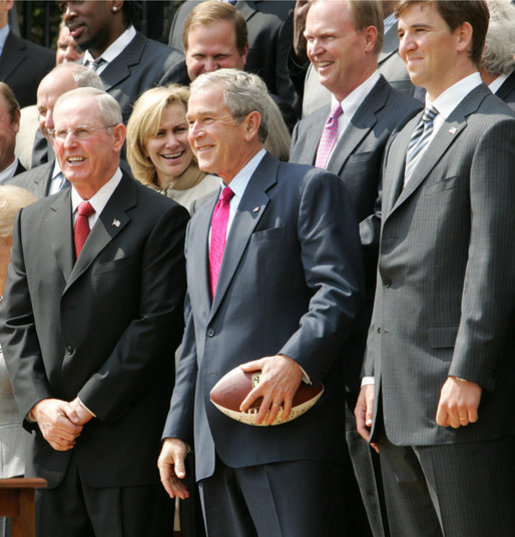
Tom Coughlin e Eli Manning ao lado do 43º Presidente dos Estados Unidos, George W. Bush, na Casa Branca para comemorar o Super Bowl XLII

Em 2007, os Giants transformaram-se na terceira franquia da NFL que venceu ao menos 600 jogos ao derrotar o Atlanta Falcons por 31-10 em um Monday Night Football. Para a temporada, a NFL marcou um jogo especial para os New York Giants contra o Miami Dolphins no Estádio de Wembley, em Londres, Inglaterra. Este foi o primeiro jogo da NFL na temporada regular a ser disputado fora da América do Norte, naquela partida, houve uma vitória do Giants por 13-10. Ao final da temporada, eles haviam um recorde de 10-6, segundo lugar na NFC. Na pós temporada, venceram na rodada de Wild Card o Tampa Bay Buccaneers por 24-14, na rodada divisional o Dallas Cowboys por 21-17 e o Green Bay Packers na final de conferência por 23-20.
Antes do Super Bowl XLII, que seria disputado entre New England Patriots e New York Giants, os Patriots estavam com dezoito vitórias e nenhuma derrota na temporada, com isso, eles eram favoritos nas apostas em Las Vegas por 12 pontos.
Os Giants surpreenderam a todos e derrotaram o New England Patriots por 17-14, principalmente pelo famoso passe "Manning to Tyree". Nesta famosa jogada, Manning escapou do sack de vários jogadores dos Patriots e conseguiu lançar um passe no meio do campo para David Tyree. Apesar de ter um jogador do Patriots muito perto dele, Tyree conseguiu segurar a bola, segurando-a perto de seu capacete até quando ele caiu no chão. Esta recepção permitiu que Manning completasse outro passe, desta vez, para Plaxico Burress, no entanto, agora o passe foi dentro da endzone, configurando touchdown para os New York Giants, que virou a partida. Foi a terceira maior virada por linha de apostas na história do Super Bowl. O co-proprietário John Mara descreveu-o como "a maior vitória na história desta franquia, sem dúvida".

#### Colapso nas temporadas seguintes (2008-2010)

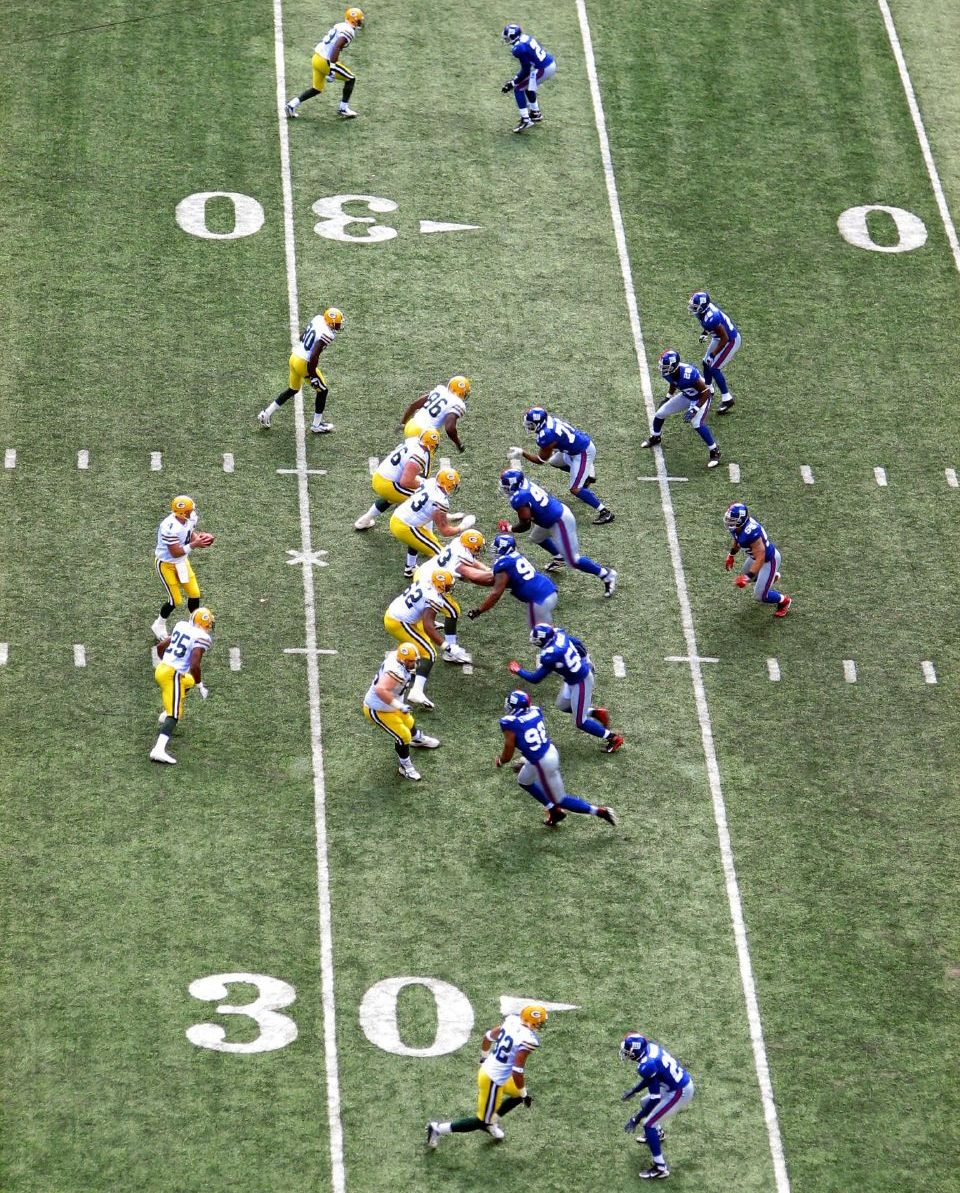
Green Bay Packers na formação de shotgun contra os New York Giants em 16 de setembro de 2007.

Os Giants começaram a temporada da NFL de 2008 com um recorde de 11-1, mas perderam três dos últimos quatro jogos da temporada regular, parcialmente devido a um tiro que atingiu o running back, Plaxico Burress. No entanto, os Giants ainda ganharam a NFC East com um recorde de 12-4 e conquistaram o primeiro lugar na NFC depois de bater o Carolina Panthers. Na Rodada Divisional dos playoffs, os Giants perderam por 23-11 para o Philadelphia Eagles.
Em 2009, os Giants abriram um novo complexo de treinamento, o Timex Performance Center, também localizado em Meadowlands. Depois de começar 5-0 na temporada de 2009, New York perdeu para o invicto New Orleans Saints no Superdome por 48-27, começando uma série de quatro derrotas. Os Giants terminaram a temporada com um recorde de 8-8.
Após a temporada, os Giants demitiram o coordenador defensivo Bill Sheridan e substituíram-no pelo ex-técnico interino do Buffalo Bills, Perry Fewell. A defesa do Giants terminou em 13º no geral sob o comando de Sheridan, cedendo 324,9 jardas por jogo, mas as duas derrotas finais da temporada contra Carolina e Minnesota, em que os Giants cederam 85 pontos, levaram à demissão.
Em 2010, os Giants mudaram-se do Giants Stadium para o MetLife Stadium, então conhecido como "New Meadowlands Stadium". Eles venceram contra os Panthers no primeiro jogo no New Meadowlands, mas depois perderam para os Colts no segundo "Manning Bowl", assim chamado devido ao fato do irmão de Eli Manning, Peyton, jogar pelos Colts. 
Em 19 de dezembro, Eagles e Giants estavam empatados em primeiro lugar na classificação com um recorde de 8-4, os Giants estavam em casa e lideravam por 24-3 sobre os Eagles no intervalo. O placar foi para 31-10 com 5:40 restantes no jogo, mas Michael Vick levou os Eagles para três touchdowns e empatar o jogo em 31-31 com 40 segundos restantes. Depois de três jogadas mal sucedidas e o punt dos Giants, DeSean Jackson que retornou para o touchdown, concluindo o colapso épico. No jogo seguinte, os Giants perderam para o eventual campeão do Super Bowl, Green Bay Packers, por 45-17 e não foram para os playoffs novamente.

#### Quarto título de Super Bowl (Temporada 2011-2012)
Durante a pré-temporada de 2011, os New York Giants perderam uma série de jogadores que eram agentes livre, como Kevin Boss, Steve Smith, Rich Seubert, Keith Bulluck, Derek Hagan e o center, indicado ao pro-bow, Shaun O'Hara. Apesar disto, os Giants terminaram a temporada com um recorde de 9-7, classificando-se, então, para a pós-temporada. Na rodada de Wild Card, ele enfrentaram o Atlanta Falcons e venceram por 24-2, já na rodada divisional, a partida foi contra o Green Bay Packers, que também caiu para Nova York por 23-10. Para garantir sua vaga para o Super Bowl XLVI, os Giants enfrentaram o San Francisco 49ers e os venceram por 20-17. 

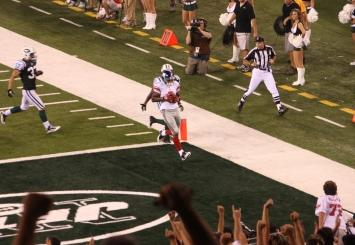
O wide receiver Victor Cruz desempenhou um papel fundamental ao ajudar os Giants a se tornarem campeões em 2011.

Novamente, assim como no Super Bowl XLII, a partida seria entre New England Patriots e New York Giants. E novamente houve vitória do Giants por 21-17. O touchdown da vitória foi um passe de Eli Manning para Ahmand Bradshaw. Novamente, Eli foi eleito o MVP do Super Bowl.

#### Pós-super bowl (2012–2015)
Os Giants terminaram a temporada de 2012 com um recorde de 9-7 e não foram para os playoffs. Os Redskins venceram a divisão com um recorde de 10-6. O Quarterback Eli Manning, o Defensive End Jason Pierre-Paul, o Wide Receiver Victor Cruz e o Guard Chris Snee representaram os Giants no Pro Bowl.
A temporada de 2013 dos New York Giants começou com a esperança de que o time pudessem se tornar o primeiro a jogar o Super Bowl em seu estádio, já que o MetLife Stadium estava programado para sediar o Super Bowl XLVIII em fevereiro. No entanto, as esperanças dos playoffs dos Giants tiveram um enorme baque depois que eles perderam os primeiros seis jogos da temporada. Eles terminaram a temporada com um recorde de 7-9, essa foi a primeira vez desde 2004 que eles terminaram com recorde negativo. 
Os Giants recrutaram Odell Beckham Jr. no Draft de 2014, mais tarde ele viria a ganhar o prêmio de Novato do Ano da AP. No entanto, os Giants não foram para os playoffs pela terceira temporada consecutiva, terminando com um recorde de 6-10. 
A temporada de 2015 dos New York Giants foi outra campanha decepcionante, já que os Giants exibiram uma defesa ruim e vários colapsos no final do jogo. Os Giants terminaram a temporada com um recorde de 6-10 e não foram mais uma vez para os playoffs.

#### De volta aos playoffs (2016)
Em 14 de janeiro de 2016, os Giants anunciaram que Ben McAdoo se tornaria o treinador principal da equipe substituindo Tom Coughlin, que havia renunciado na semana anterior. Os Giants encerrou sua seca de cinco anos nos playoffs e perderam para o Green Bay Packers por 38-13 na rodada do Wild Card.

### Lutas (2017 – presente)
Depois de ter grandes expectativas devido ao seu recorde de 11-5 em 2016, os Giants tiveram um inesperado 0-5 no início da temporada de 2017. A temporada foi prejudicada pelas suspensões de Dominique Rodgers-Cromartie e Janoris Jenkins, além das lesões de Odell Beckham Jr., Brandon Marshall e Dwayne Harris. Os Giants terminaram a temporada de 2017 com um recorde de 3-13, marcando a primeira vez desde 1983 em que os Giants terminaram a temporada regular com três ou menos vitórias.
Os Giants conquistaram a segunda escolha geral na Draft de 2018 e usaram-na para escolher Saquon Barkley da Penn State.

## Títulos
Os Giants venceram um total de oito Campeonatos da NFL: 1927, 1934, 1938, 1956, 1986, 1990, 2007 e 2011. Os primeiros quatro desses campeonatos aconteceram na era pré-Super Bowl. Os oito campeonatos de Nova York o colocam em terceiro lugar entre todos os times da NFL ativos e defuntos, atrás apenas do Green Bay Packers (13) e do Chicago Bears (9).

### Campeonatos Pré-Super Bowl
Antes da instituição do Super Bowl, os Giants venceram quatro campeonatos da NFL reconhecidos oficialmente.
| Ano  | Técnico        | Local    | Oponente          | Placar | Recorde |
| ---- | -------------- | -------- | ----------------- | ------ | ------- |
| 1927 | Earl Potteiger | N/A      | N/A               | N/A    | 11-1-1  |
| 1934 | Steve Owen     | New York | Chicago Bears     | 30–13  | 8–5     |
| 1938 | Steve Owen     | New York | Green Bay Packers | 23–17  | 8–2–1   |
| 1956 | Jim Lee Howell | Bronx    | Chicago Bears     | 47–7   | 8–3–1   |

### Campeonatos do Super Bowl
Os Giants ganharam quatro Super Bowls, empatados com Green Bay, como o quinto maior vencedor atrás apenas de Dallas, San Francisco (5) e New England e Pittsburgh (6).
| Ano  | Técnico       | Super Bowl | Local            | Oponente             | Placar | Recorde |
| ---- | ------------- | ---------- | ---------------- | -------------------- | ------ | ------- |
| 1986 | Bill Parcells | XXI        | Pasadena, CA     | Denver Broncos       | 39–20  | 17–2    |
| 1990 | Bill Parcells | XXV        | Tampa, FL        | Buffalo Bills        | 20–19  | 16–3    |
| 2007 | Tom Coughlin  | XLII       | Glendale, AZ     | New England Patriots | 17–14  | 14–6    |
| 2011 | Tom Coughlin  | XLVI       | Indianapolis, IN | New England Patriots | 21–17  | 13–7    |

## Logos e Uniformes

### Logo

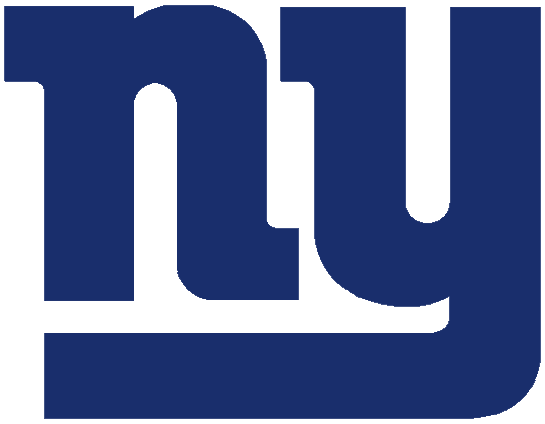
Logo dos New York Giants entre 1961-1974

De 1945 a 1949, o logotipo da equipe era uma ilustração de um jogador de futebol americano em um círculo alaranjado, escrito "New York City" atrás das pernas do jogador, até a cabeça. 
A partir de 1950, ele se alterou um pouco, mudando a cor do círculo para vermelho, a cor do jogador e a frase transformaram-se uma silhueta branca e azul.
De 1956 a 1960, o logo adquiriu um olhar inteiramente novo, deixando o círculo e as palavras completamente para fora, o novo tinha um quarterback que se elevava sobre o Yankee Stadium preparando-se para jogar um passe. 
Depois de 1960, ele teve outra mudança drástica e transformou-se no famoso "ny" minúsculo azul estilizado colocado em um ou outro lado dos capacetes da equipe. 
Em 1975, o logotipo mudou para letras maiúsculas com a adição do branco dentro das letras, no entanto, o logotipo de 1975 só durou um ano antes da palavra "GIANTS" em azul, delineado em vermelho, substituiu-o como o logotipo oficial do time. Esta mudança ocorreu pois a equipe tinha movido suas operações para o Meadowlands, em Nova Jérsia. 
O logotipo atual da equipe surgiu em 2000 e é o mesmo que o logotipo de 1960, exceto que as letras também são delineadas em vermelho.

### Uniforme
As camisolas/jerseys dos New York Giants são tradicionalmente azul ou vermelho (ou branco com acentos azuis ou vermelhos), e suas calças alternam entre branco e cinza. Atualmente, o uniforme casual possui jérseis azul com numeração em branco, as calças são brancas e com cinco listras finas azul/ cinza/ vermelho/ cinza/ azul nas pernas da calça, e meias azul, devido a isto, o time ganhou seu apelido mais conhecido "Big Blue". 
Já o uniforme alternativo, a jérsei é branca e com a numeração em vermelho, assim como as listras nas mangas, a calça é cinza com três finas não-contíguas listras vermelhas /azul/ vermelho nas pernas da calça, e meias vermelhas. 
O capacete atual dos Giants é azul metálico com os números em branco.

## História Financeira e Proprietários

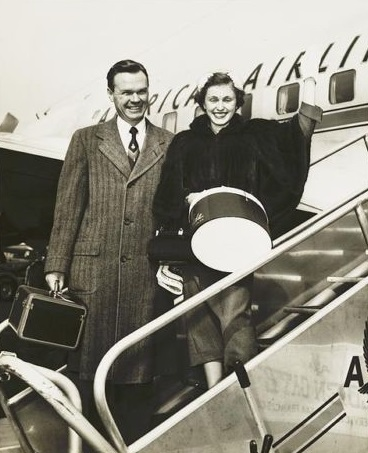
Wellington Mara e sua esposa Ann Mara, pais de John Mara e avôs paternos de duas atrizes de Hollywood, Rooney Mara, e Kate Mara.

Os Giants tiveram uma história financeira longa e, às vezes, turbulenta. O time foi fundado por Tim Mara com um investimento de US$ 500 em 1925, e se tornaram uma das primeiras equipes da NFL. Para se diferenciar da equipe de beisebol, na época, de mesmo nome - atualmente San Francisco Giants, tiveram que alterar o seu nome corporativo para "New York Football Giants", que até hoje usam como nome corporativo oficial.
Embora os Giants tivessem sido bem sucedido no campo em suas temporadas iniciais, seu status financeiro vivenciava uma história totalmente diferente. Atrás do beisebol, boxe e futebol americano universitário, o futebol americano profissional não era um esporte popular em 1925. Portanto, o time passava por dificuldades financeiras até o 11º jogo da temporada, quando começaram a acontecer mudanças significativas, por exemplo, quando o running back, Red Grange e seu time, Chicago Bears vieram para um jogo em Nova Iorque e atrairam mais de 73.000 torcedores. Isso gerou ao Giants um fluxo financeiro muito importante, que alteraria a história da franquia.
No ano seguinte, Grange e seu agente formaram uma liga rival à NFL, a AFL, além disto, criaram também um time rival - os New York Yankees, mesmo nome da equipe de beisebol da cidade - além disso, o principal jogador da equipe era o próprio Grange. Embora o Giants perdessem US$ 50.000 naquela temporada, a liga rival foi fundida com a NFL, na famosa fusão AFL-NFL.
Depois da temporada de 1930, Tim transferiu a posse da equipe para seus dois filhos para isolar a equipe dos credores, e em 1946, tinha dado o controle completo da equipe a eles. Jack, o filho mais velho, controlava os aspectos comerciais, enquanto Wellington controlava as operações no campo. Depois de suas lutas iniciais, o status financeiro dos Giants se estabilizou e eles lideraram a liga em várias vezes nas décadas de 1930 e 1940.
No início dos anos 60, os Giants haviam firmemente se estabelecido como um dos maiores times da liga. No entanto, ao invés de continuar recebendo a maior parte da receita da televisão, os filhos de Mara decidiram partilhar de receita com outros times para o benefício de todos. A partilha de receitas ainda é praticada na NFL até hoje e é creditado como a causa do fortalecimento da liga.
Depois de certas dificuldades na segunda metade da década de 1960 e toda a década de 1970, houve a contratação de um estrangeiro, George Young, para dirigir as operações de futebol pela primeira vez na história da franquia, os produtos e os aspectos comerciais do Giants em campo melhoraram rapidamente após a mudança.
Em 1991, Tim Mara, neto do fundador, estava lutando contra um câncer e vendeu sua metade da equipe para Bob Tisch por um total de US$ 80 milhões. Isso marcou a primeira vez na história da franquia, onde a equipe não era exclusivamente da família Mara. 
Em 2005, Wellington Mara, que tinha estado com a equipe desde seu início em 1925, quando ele trabalhou como gandula, morreu com 89 anos de idade. Sua morte foi seguida duas semanas depois pela morte de Bob Tisch.
Em 2015, a viúva de Wellington e a co-proprietária de Giants, Ann morreu devido às complicações de um ferimento principal sofrido em uma queda, ela tinha 85 anos de idade.
Atualmente, os New York Giants é responsabilidade de John Mara, filho de Wellington Mara e Ann Mara, e Steve Tisch, filho de Bob Tisch.

## Rivalidades

### Philadelphia Eagles
A rivalidade entre New York Giants e Philadelphia Eagles é uma das mais antigas da NFL, que remonta a 1933. As duas equipes frequentemente lutam por vaga em playoffs, títulos da NFC East. 
Os New York Giants lideram a série por 84–82–2. As duas equipes se enfrentaram quatro vezes na pós-temporada, com cada equipe vencendo dois jogos. Três desses quatro confrontos de playoffs foram realizadas na década de 2000. 
Nova Iorque e Filadélfia têm uma forte rivalidade geográfica, como visto em outros esportes profissionais, como a rivalidade Mets-Phillies na Major League Baseball e as rivalidades Flyers-Rangers e Devils-Flyers na National Hockey League.

### Washington Football Team
Os New York Giants também possui uma longa rivalidade com o Washington Football Team (outrora conhecido como Redskins), datado a partir de 1932. Embora esta rivalidade possua tipicamente menos significado do que as rivalidades com o Eagles e Cowboys, houve períodos de grande competição entre os dois. Na década de 1980, Giants e Redskins entraram em confronto quando ambos lutaram uns contra os outros para títulos de divisão e até mesmo vaga no Super Bowl. O mais notável entre jogo entre eles é o NFC Championship de 1986 em que os Giants derrotaram os Redskins por 17-0 para ganhar sua primeira vaga no Super Bowl.
Wellington Mara sempre sentiu que este era o maior, mais velho e verdadeiro rival do Giants, e depois dele morrer em 2005, os Giants honraram seu proprietário de longa data derrotando os Redskins por 36-0 em casa. Os New York Giants lideram esta série por 100–68–4.

### Dallas Cowboys
Os Giants mantém uma rivalidade feroz com o Dallas Cowboys desde que os vaqueiros entraram na NFL em 1960. As duas equipes têm um combinado de nove vitórias do Super Bowl entre eles e jogaram muitos jogos em que o título do título da NFC East estava em jogo. 
A rivalidade é única entre os esportes profissionais, pois é a única rivalidade entre equipes esportivas de Nova Iorque e Dallas, em parte devido à grande distância entre as duas cidades. 
Os Cowboys lideram a série da temporada regular 64–45–2, enquanto os Giants mantêm uma vitória solitária na única partida de playoffs entre as duas equipes, realizada na temporada de 2007.

### San Francisco 49ers
Apesar de nunca estarem na mesma divisão, New York Giants e San Francisco 49ers, desenvolveram uma rivalidade ao longo dos anos. As duas equipes se reuniram oito vezes nos playoffs (incluindo dois NFC Championship Games, ambos vencidos por Nova York) desde 1982, que é o máximo de duas equipes nesse período. 
Eles empatam no geral em 16–16 e também na pós temporada por 4-4.

### New York Jets
New York Giants e New York Jets têm a única rivalidade da mesma cidade na NFL, acrescentando-se a isto, a partilha do MetLife Stadium. Eles se reúnem anualmente na pré-temporada desde 1969. Desde 2011, as partidas entre as duas equipes vem sido chamada de "MetLife Bowl", após o patrocinador de nomeação do estádio das equipes.
Partidas de temporada regular entre as equipes ocorrem uma vez a cada quatro anos, como eles seguem a fórmula de programação da NFL para jogos de interconferência. Dado que as duas equipas jogam umas com as outras tão raramente na temporada regular, alguns, incluindo jogadores de ambas as equipas, questionam se Giants e Jets têm uma rivalidade real.
Um jogo memorável da temporada regular foi em 1988, quando eles se enfrentaram no último jogo da temporada e o Giants precisavam de uma vitória para conseguir vaga nos playoffs. Os Jets, no entanto, bateram os Giants por 27-21, arruinando as esperanças de playoff. Um cenário diferente aconteceu durante o penúltimo jogo da temporada regular de 2011, como o "visitante" Giants derrotando os Jets por 29-14, a vitória ao mesmo tempo que ajudou a eliminar os Jets da disputa de playoffs, impulsionaram os Giants para sua classificação de playoff e eventual vitória no Super Bowl XLVI.
Os Giants lideram a temporada regular da série 8-5, além de vencer cinco de seus últimos seis encontros.

## Recordes

### Recordes em uma temporadas
Passando
- Jardas passadas: 4,933 – Eli Manning (2011)
- Passes para touchdowns: 36 – Y. A. Tittle (1963)
- Passes completados: 387 – Eli Manning (2011)
- Passes tentados: 618 – Eli Manning (2011)
- Passe mais longo completo: 99 jardas – Eli Manning (2011)

Correndo
- Jardas terrestres: 1,860 – Tiki Barber (2005)
- Corridas: 357 – Tiki Barber (2005)
- Touchdowns terrestres: 21 – Joe Morris (1985)
- Mais longa corrida: 95 jardas – Tiki Barber (2005)
- Jardas terrestres por jogo: 116.3 jardas – Tiki Barber (2005)

Recebendo
- Recepções: 107 – Steve Smith (2009)
- Jardas recebidas: 1,536 – Victor Cruz (2011)
- Touchdowns recebidos: 13 – Odell Beckham Jr. (2015) e Homer Jones (1967)

Retornos
- Mais retornos de Punt: 53 – Phil McConkey (1985)
- Mais longo punt retornado: 87 jardas – Amani Toomer (1996)
- Mais longo kickoff retornado: 100 jardas – Emlen Tunnell (1951), Dwayne Harris (2015) e Clarence Childs (1964)

Chutes
- Field goals: 35 – Jay Feely (2005), John Carney (2008) e Ali Haji-Sheikh (1983)
- Extra Points convertidos: 52 – Don Chandler (1963)
- Punts: 111 – Brad Maynard (1997)
- Jardas no Punt: 4,566 – Brad Maynard (1997)

### Recordes na carreira
- Jardas passadas: 55,142 - Eli Manning (2004–Presente)
- Passes para touchdowns: 357 - Eli Manning (2004–Presente)
- Jardas terrestres: 10,449 - Tiki Barber (1997–2006)
- Touchdowns terrestres: 60 - Brandon Jacobs (2005–2013)
- Recepções: 668 - Amani Toomer (1996–2008)
- Jardas recebidas: 9,497 - Amani Toomer (1996–2008)
- Passes interceptados: 74 - Emlen Tunnell (1948–1958)
- Field goals: 126 - Pete Gogolak (1966–1974)
- Pontos: 646 - Pete Gogolak (1966–1974)
- Total touchdowns: 78 - Frank Gifford (1952–1964)
- Média de retorno de punt: 28,0 - Victor Carroll (1943–1947)
- Média de retorno de Kickoff: 52,0 - Kenny Daniel (1984)
- Sacks: 141.5 - Michael Strahan (1993–2007)
- Tackles: 660 - Leonard Marshall (1983–1992)
- Vitórias (treinador): 153 - Steve Owen (1930-1953)

## Jogadores

### Números aposentados
Estes são os jogadores que possuem números aposentados dos New York Giants.
| New York Giants números aposentados |                 |         |            |
| Nº.                                 | Jogador         | Posição | Temporadas |
| 1                                   | Ray Flaherty 1  | E       | 1928–1935  |
| 4                                   | Tuffy Leemans   | RB      | 1936–1943  |
| 7                                   | Mel Hein        | C, LB   | 1931–1945  |
| 11                                  | Phil Simms      | QB      | 1979–1993  |
| 14                                  | Ward Cuff 3     | HB, WB  | 1937–1945  |
| 14                                  | Y. A. Tittle 3  | QB      | 1961–1964  |
| 16                                  | Frank Gifford   | HB, WR  | 1952–1964  |
| 32                                  | Al Blozis 2     | OT      | 1942–1944  |
| 40                                  | Joe Morrison    | RB, WR  | 1959–1972  |
| 42                                  | Charlie Conerly | QB      | 1948–1961  |
| 50                                  | Ken Strong      | HB      | 1936–1947  |
| 56                                  | Lawrence Taylor | LB      | 1981–1993  |

### Jogadores no Pro Bowl Hall of Famers
No Pro Football Hall of Fame (Hall da Fama da National Football League), o Giants vangloriam-se como o segundo time com mais membros consagrados, com 29.
| New York Giants Hall of Famers | New York Giants Hall of Famers | New York Giants Hall of Famers | New York Giants Hall of Famers | New York Giants Hall of Famers | New York Giants Hall of Famers | New York Giants Hall of Famers | New York Giants Hall of Famers | New York Giants Hall of Famers | New York Giants Hall of Famers |
| Nº.                            | Jogador                        | Posição                        | Tenure                         | Indicado                       | Nº.                            | Player                         | Position                       | Tenure                         | Inducted                       |
| ------------------------------ | ------------------------------ | ------------------------------ | ------------------------------ | ------------------------------ | ------------------------------ | ------------------------------ | ------------------------------ | ------------------------------ | ------------------------------ |
| 17                             | Red Badgro                     | DE                             | 1930–1935                      | 1981                           | —                              | Tim Mara                       | Dono e Fundador                | 1925–1959                      | 1963                           |
| 79                             | Rosey Brown                    | OT                             | 1953–1965                      | 1975                           | —                              | Wellington Mara                | Dono/Administrator             | 1937–2005                      | 1997                           |
| 53                             | Harry Carson                   | LB                             | 1976–1988                      | 2006                           | 13                             | Don Maynard                    | WR                             | 1958                           | 1987                           |
| 39                             | Larry Csonka                   | FB                             | 1976–1978                      | 1987                           | 13                             | Hugh McElhenny                 | HB                             | 1963                           | 1970                           |
| 1                              | Ray Flaherty                   | DE                             | 1928–1935                      | 1976                           | 55                             | Steve Owen                     | DT e Treinador                 | 1926–1933 1930–1953            | 1966                           |
| 6                              | Benny Friedman                 | Treinador de QB                | 1929–1931 1930                 | 2005                           | —                              | Bill Parcells                  | Treinador                      | 1983–1990                      | 2013                           |
| 16                             | Frank Gifford                  | HB                             | 1952–1960 1962–1964            | 1977                           | 81                             | Andy Robustelli                | DE                             | 1956–1964                      | 1971                           |
| 11                             | Joe Guyon                      | RB                             | 1927                           | 1978                           | 92                             | Michael Strahan                | DE                             | 1993–2007                      | 2014                           |
| 7                              | Mel Hein                       | C                              | 1931–1945                      | 1966                           | 50                             | Ken Strong                     | HB/FB/K                        | 1933–1935 1939 1944–1947       | 1967                           |
| 55                             | Pete Henry                     | OT                             | 1927                           | 1963                           | 10                             | Fran Tarkenton                 | QB                             | 1967–1971                      | 1986                           |
| 38                             | Arnie Herber                   | QB                             | 1944–1945                      | 1963                           | 56                             | Lawrence Taylor                | LB                             | 1981–1993                      | 1999                           |
| 41 60                          | Cal Hubbard                    | OT                             | 1927–1928 1936                 | 1966                           | 31                             | Jim Thorpe                     | HB                             | 1925                           | 1963                           |
| 70                             | Sam Huff                       | LB                             | 1956–1963                      | 1982                           | 14                             | Y. A. Tittle                   | QB                             | 1961–1964                      | 1971                           |
| 49                             | Tom Landry                     | DB/HB/QB/P                     | 1950–1955                      | 1982                           | 45                             | Emlen Tunnell                  | DB                             | 1948–1958                      | 1967                           |
| 4                              | Tuffy Leemans                  | FB                             | 1936–1943                      | 1990                           | 73                             | Arnie Weinmeister              | DE                             | 1950–1953                      | 1984                           |

### Jogadores dos New York Giants vencedores do prêmio MVP da NFL
Estes são os jogadores vencedores do prêmio de Most Valuable Player da National Football League:
| Jogadores dos New York Giants vencedores do prêmio MVP da NFL |                 |         |              |
| Ano                                                           | Jogador         | Posição | Selecionador |
| 1938                                                          | Mel Hein        | C, LB   | NFL          |
| 1956                                                          | Frank Gifford   | HB, WR  | NEA, UPI     |
| 1959                                                          | Charlie Conerly | QB      | NEA          |
| 1961                                                          | Y.A. Tittle     | QB      | NEA          |
| 1962                                                          | Y.A. Tittle     | QB      | UPI          |
| 1963                                                          | Y.A. Tittle     | QB      | AP, NEA      |
| 1986                                                          | Lawrence Taylor | LB      | AP, PFWA     |
| 1986                                                          | Phil Simms      | QB      | NEA          |

Nota:
- NFL - National Football League
- UPI - United Press Internacional
- NEA - Newspaper Enterprise Association ou United Media
- AP - Associated Press
- PFWA - Pro Football Writers Association

### Vencedores de MVP do Super Bowl
Estes são os jogadores dos New York Giants vencedores do prêmio de Most Valuable Player do Super Bowl:
| Giants Super Bowl MVP winners |                |         |
| SB                            | Jogadores      | Posição |
| XXI                           | Phil Simms     | QB      |
| XXV                           | Ottis Anderson | RB      |
| XLII                          | Eli Manning    | QB      |
| XLVI                          | Eli Manning    | QB      |